# جوش إدموندسون
جوش إدموندسون (بالإنجليزية: Josh Edmondson)‏ هو دراج بريطاني، ولد في 6 يوليو 1992 في ليدز في المملكة المتحدة.

## وصلات خارجية
- جوش إدموندسون على موقع الاتحاد الدولي للدراجات (الإنجليزية)
- جوش إدموندسون على موقع أرشيف الدراجات (الإنجليزية)
- جوش إدموندسون على موقع إحصائيات الدراجات الإحترافية (الإنجليزية)
- جوش إدموندسون على موقع نسبة الدراجات (الإنجليزية)